# Universitetet i Łódź
Universitetet i Łódź (Polsk Uniwersytet Łódzki) er en af 23 højskoler i Łódź. Universitetet består af elleve fakulteter, og har over 41.000 studenter og 2.000 ansatte. 
Universitetsbiblioteket er et af de største biblioteker i Polen, og det største i Łódź, med over tre millioner bind. Universitetet samarbejder med 84 højskoler i 25 landr. Det har i alt 82 bygninger. 
Universitetet blev grundlagt med sit oprindelige navn Państwowy Uniwersytet – Wolna Wszechnica i 1945 efter initiativ fra Teodor Vieweger, rektor ved højskolen Wolna Wszechnica Polska. Det var en videreføring af virksomheden og traditionerne hos højskolerne Instytut Nauczycielski (1921-1928), Wyższa Szkoła Nauk Społecznych i Ekonomicznych (1924-1928) og Wolna Wszechnica Polska (1928-1939), som alle var virksomme i Łódź i mellemkrigstiden.

## Eksterne Henvisninger
- Universitetets hjemmeside

51°46′19″N 19°28′26″Ø / 51.7720775°N 19.4740065°Ø